# RAD21
RAD21‏ (RAD21 cohesin complex component) هوَ بروتين يُشَفر بواسطة جين RAD21 في الإنسان.